# Большое Лунино
Большое Лунино — деревня в Кадомском районе Рязанской области. Входит в Кадомское городское поселение.

## География
Находится в восточной части Рязанской области на расстоянии приблизительно 5 км на запад по прямой от районного центра поселка Кадом.

## История
В 1862 году здесь (тогда деревня Темниковского уезда Тамбовской губернии) было учтено 40 дворов.

## Население
| 1984 | 2010 | 2023 |
| ---- | ---- | ---- |
| 30   | ↘3   | ↘1   |

Численность населения: 373 человека (1862 год), 606 (1914), 8 в 2002 году (русские 100 %), 3 в 2010.